# Phanerochaete chrysosporium
Phanerochaete chrysosporium はマクカワタケ属に属する担子菌の一種である。キノコの仲間ではあるが子実体は作らないためいわゆるキノコの形をとらず、白い糸状の外観を呈する。リグニン分解能が非常に強く、木を脱色しながら腐朽させる白色腐朽菌の代表的な菌である。

## 分布
北アメリカ・ヨーロッパからイランにかけて分布する。日本には分布しないため標準和名はない。同じ属で和名が存在する菌としては、ウスキイロカワタケ（P. sordida）、ウスキヒモカワタケ（P. burtii）、キヒモカワタケ（P. filamentosa）などがある。

## 利用
本菌は、その非常に強いリグニン分解能から、白色腐朽菌のモデル菌として、主にこの菌が発見されたスウェーデンなどにおいて盛んに研究されてきた。他の白色腐朽菌と比べ、リグニンを選択的に分解しセルロースを侵さないこと、至適温度が40℃付近で、高温となる堆肥中での成長が可能であることが利点である。アメリカ合衆国エネルギー省により、2004年に担子菌としては初めて、3000万塩基対におよぶ全ゲノムが解読され、公開された。